# Luis Estévez y Romero
Luis Gonzaga Irene Estévez y Romero (1849-1909) fue un político cubano. Primer Vicepresidente de la Cuba, durante el primer mandato del presidente Tomás Estrada Palma (1902-1906). Fue esposo de la destacada filántropa cubana Marta Abreu.

## Síntesis biográfica
Luis Estévez y Romero nació en Matanzas, Cuba, el 20 de octubre de 1849. Hijo de José Torcuato Estévez y Luisa Romero. Proveniente de una familia humilde, su padre falleció cuando Luis era apenas un adolescente. 
Se graduó de Bachiller en Artes, con notas sobresalientes, en 1866. Seguidamente, inició los estudios de la carrera de Medicina en la Universidad de La Habana. Sin embargo, pronto se cambió para la carrera de Derecho, comenzándola en 1868. 
En 1872, se graduó de Bachiller en Derecho y, en 1873, obtuvo la Licenciatura. En 1878, realizó su Doctorado. Fue nombrado Doctor en Derecho Civil y Canónico. En 1868, conoció a la joven Marta Abreu, 4 años mayor que él. 
En un principio, los padres de Marta se rehusaron a aceptar la relación, pues Luis era pobre y más joven que su hija. Sin embargo, se casaron por fin en 1874. Al año siguiente, tuvieron su primer hijo, un varón llamado Pedro. Posteriormente, tuvieron una niña, llamada Cecilia, que falleció pequeña. 
Luis se estableció en la importante ciudad de Santa Clara, ciudad natal de su esposa. En la década de 1880, Marta Abreu comienza su labor filantrópica, en beneficio de su querida ciudad, y Luis la apoyó en todos sus actos benéficos. En septiembre de 1885, Luis fue nombrado Hijo Adoptivo de Santa Clara. En 1894, una de sus calles fue rebautizada “Luis Estévez”. 
El 24 de febrero de 1895, estalló la Guerra Necesaria (1895-1898), tercera guerra por la independencia de Cuba. El matrimonio conformado por Luis Estévez y Marta Abreu, junco con su hijo Pedro, se exiliaron en París, Francia. Los tres eran de ideales independentistas y colaboraron con dinero y otros menesteres desde la emigración patriótica. 
Una vez concluida la guerra, la familia retornó a Cuba, en enero de 1899. El 9 de octubre de ese mismo año, Luis Estévez fue elegido Presidente del Partido Nacional Cubano. Dicho partido nominó a Tomás Estrada Palma como candidato presidencial, en noviembre de 1901. Posteriormente, el Mayor general Máximo Gómez, propuso a Luis como candidato a la vicepresidencia. 
Luis fungió como Vicepresidente de Cuba, durante el primer mandato presidencial de Tomás Estrada Palma (1902-1906). Sin embargo, ante las intenciones reeleccionistas de Estrada Palma, gran parte de los políticos de la época, se opusieron, entre ellos, Luis Estévez, quien renunció a su cargo de vicepresidente, el 31 de marzo de 1905. En junio de ese mismo año, se exilió en París, Francia, junto a su familia. 
En dicha ciudad, falleció Marta Abreu, el 2 de enero de 1909. Luis Estévez, desesperado por la muerte de su esposa, se suicidó por arma de fuego. Era el 4 de febrero de 1909 y apenas habían transcurrido un mes y dos días desde el fallecimiento de su querida Marta. Los restos de ambos fueron repatriados a Cuba, el 20 de febrero de 1920 y sepultados en la Necrópolis de Cristóbal Colón, en La Habana.